# Oreochromis jipe
Espèce
Statut de conservation UICN

 CR  : 
En danger critique
Synonymes
- Tilapia jipe Lowe, 1955
- Sarotherodon jipe (Lowe, 1955)
- Tilapia girigan Lowe, 1955
- Oreochromis pangani girigan (Lowe, 1955)
- Sarotherodon girigan (Lowe, 1955)
- Tilapia pangani Lowe, 1955
- Oreochromis pangani (Lowe, 1955)
- Oreochromis pangani pangani (Lowe, 1955)
- Sarotherodon pangani (Lowe, 1955)
- Tilapia nilotica (non Linnaeus, 1758)[1]

Oreochromis jipe est une espèce de poisson de la famille des Cichlidae et de l'ordre des Cichliformes. Cette espèce est endémique de l'Afrique. Il fait partie des nombreuses espèces regroupées sous le nom de Tilapia.

## Répartition géographique
Cette espèce est endémique de l'Afrique. Cette espèce se rencontre dans le lac Jipe au Kenya et en Tanzanie et dans le fleuve Pangani en Tanzanie.